# Назарьевский сельсовет (Шаховской район)
Назарьевский сельсовет — упразднённая административно-территориальная единица, существовавшая на территории Московской губернии и Московской области в 1924—1939 годах.
Назарьевский сельсовет в составе Бухоловской волости Волоколамского уезда Московской губернии был образован в 1924 году путём выделения из Курьяновского с/с.
По данным 1926 года в состав сельсовета входили 2 населённых пункта — Назарьево и Чухолово, а также 1 больница.
В 1929 году Назарьевский с/с был отнесён к Волоколамскому району Московского округа Московской области.
20 мая 1930 года Назарьевский с/с был передан в Шаховской район. На тот момент в состав сельсовета входили селения Назарьево, Степаньково и Чухолово.
17 июля 1939 года Назарьевский с/с был упразднён. При этом селение Степаньково было передано в Бухоловский с/с, а Назарьево и Чухолово — в Коптязинский с/с.